# Carl Johan Leijonstedt
Carl Johan Leijonstedt, född den 22 februari 1751 på Savijärvi i Sibbo, död den 8 februari 1817 i Örebro, var en svensk greve och militär. Han var dotterson till Anders Johan Nordenskiöld, son till Carl Wilhelm Leijonstedt och måg till Bror Cederström.
Leijonstedt blev volontär vid Nylands dragonregemente 1765. Han fick transport till Livdragonregementet 1766 och blev korpral där 1767. Leijonstedt blev sergeant vid Nylands dragonregemente 1769 och kornett där 1770. Han blev löjtnant i armén 1772 och fick transport till lätta dragonkåren 1776. Leijonstedt blev löjtnant och stallmästare där sistnämnda år, kapten i armén 1778 och vid kåren 1780. Han befordrades till major vid Närkes och Värmlands regemente 1785 och till överstelöjtnant vid samma regemente 1787. Leijonstedt blev generaladjutant av flygeln sistnämnda år och generaladjutant och överste i armén 1792. Han blev överste och chef för regementet 1793 och var brigadchef vid västra armén under 1808 och 1809 års krig mot Norge. Leijonstedt blev generalmajor och vid regementets delning chef för Närkes regemente 1812. Han beviljades avsked 1813. Leijonstedt blev riddare av Svärdsorden 1772.